# Kenmore (Washington)
Kenmore é uma cidade localizada no estado norte-americano de Washington, no Condado de King.

## Demografia
Segundo o censo norte-americano de 2000, a sua população era de 18.678 habitantes.
Em 2006, foi estimada uma população de 19.980, um aumento de 1302 (7.0%).

## Geografia
De acordo com o United States Census Bureau tem uma área de 16,2 km², dos quais 16,0 km² cobertos por terra e 0,2 km² cobertos por água.

## Localidades na vizinhança
O diagrama seguinte representa as localidades num raio de 8 km ao redor de Kenmore.